# 二本木美唯貴
二本木 美唯貴（にほんぎ みゆき、1993年4月30日 - ）は、日本のジャーナリスト。テレビ神奈川記者。

## 概要
神奈川県横須賀市出身。神奈川県立神奈川総合高等学校、学習院女子大学国際文化交流学部国際コミュニケーション学科卒業。
神奈川総合高校時代は放送部に所属し、2010年度第8回関東地区高校放送コンクールにて優良賞を受賞している。
学習院女子大学3年次の時にミスキャンパスの『ミス和コンテスト2014』に出場し準グランプリに輝いた。
アナウンサーを目指すため、テレビ朝日アスクを受講した。
大学卒業後の2016年4月に鹿児島讀賣テレビのアナウンサー・記者として入社。同期は佐野純子、橋口秀一。
宮部みゆきの作品を好み、憧れの人は杏、吉田羊、「強く逞しい女性」。
2018年9月14日放送の『情報ライブ ミヤネ屋』（讀賣テレビ放送・日本テレビ系）では、林マオ（讀賣テレビ放送アナウンサー）の夏季休暇の代打として登場し、全国ネットにお目見えした。
2019年3月で鹿児島讀賣テレビを退職して地元である神奈川県へ戻り、テレビ神奈川報道記者として再就職した。

## 担当番組

### テレビ神奈川
- News Link（2019年4月4日 - ）- 木・金曜→火～金曜→火・水曜→木・金曜→火・木曜キャスター
- tvk NEWSハーバー（2019年4月5日 - 2020年9月25日）- ニュース担当

### 過去

#### 鹿児島読売テレビ時代
- KYT news every. （2016年10月3日 - 2019年3月21日、鹿児島読売テレビ）- キャスター

※当初は同期入社の佐野純子と隔週交代で出演。2018年4月以降毎週出演。
- KYTニュース

#### その他
- 讀賣テレビ放送（日本テレビ系）
  - 情報ライブ ミヤネ屋（2018年9月14日、林マオの夏季休暇による代打）[6]
- 福岡放送
  - 池上彰の九州2018総決算！～読み解けば「新時代」が見えてくるSP～（2018年12月29日、福岡放送）